# كال هوغ
كال هوغ (بالإنجليزية: Cal Hogue)‏ هو لاعب كرة قاعدة أمريكي، ولد في 24 أكتوبر 1927 في دايتون في الولايات المتحدة، وتوفي في 5 أغسطس 2005 في كاترنغ في الولايات المتحدة.

## وصلات خارجية
- كال هوغ على موقع دوري كرة القاعدة الرئيسي (الإنجليزية)
- كال هوغ على موقعبيزبول رفرنس.كوم (الدوري الرئيسي) (الإنجليزية)
- كال هوغ على موقعبيزبول رفرنس.كوم (الدوري الثانوي) (الإنجليزية)